# Current 93
Current 93 je britská experimentální hudební skupina, založená v roce 1982. Jediným hudebníkem, který ve skupině působil po celou dobu její existence, byl David Tibet. Na všech jejích nahrávkách rovněž hrál Steven Stapleton, který však do skupiny přišel až později. Skupina během své kariéry vydala více než dvě desítky alb. Na albu The Last of All the Field That Fell z roku 2014 se v rolích hostů představili například Nick Cave, Antony Hegarty a John Zorn.